# Irondale (Alabama)
Pour les articles homonymes, voir Irondale.
La ville d’Irondale est située dans le comté de Jefferson, dans l’État d’Alabama, aux États-Unis. Lors du recensement de 2010, elle comptait 12 349 habitants.
La municipalité s'étend sur 17,47 milles carrés (45,25 km2), dont 0,16 milles carrés (0,41 km2) d'étendues d'eau.
Un fourneau pour la fabrication de fer (en anglais : iron) est construit à cet endroit en 1863. Si l'entreprise ferme dix ans plus tard, une ville s'y développe et devient une municipalité en 1887.

## Démographie
| 1900 | 1910 | 1920 | 1930  | 1940  | 1950  | 1960  | 1970  |
| ---- | ---- | ---- | ----- | ----- | ----- | ----- | ----- |
| 525  | 572  | 809  | 1 517 | 1 486 | 1 876 | 3 501 | 3 166 |

| 1980  | 1990  | 2000  | 2010   | - | - | - | - |
| ----- | ----- | ----- | ------ | - | - | - | - |
| 6 510 | 9 454 | 9 813 | 12 349 | - | - | - | - |